# Yongyouth Sangkagowit
Yongyouth Sangkagowit (Bangkok, 4 de outubro de 1941) é um ex-futebolista tailândes que competiu nos Jogos Olímpicos de Verão de 1968.